# Orival (Seine-Maritime)
Orival település Franciaországban, Seine-Maritime megyében. Lakosainak száma 839 fő (2022. január 1.). Orival Cléon, Elbeuf, Grand-Couronne, La Londe, Oissel és Saint-Aubin-lès-Elbeuf községekkel határos.

## Népesség
A település népességének változása:
| Lakosok száma | 955  | 940  | 939  | 913  | 904  | 897  | 881  | 860  | 839  |
|               | 2013 | 2015 | 2016 | 2017 | 2018 | 2019 | 2020 | 2021 | 2022 |